# منظمة سيكاري
سيكاري (رجال الخنجر) كانت جماعة إرهابية يهودية نشطة في إسرائيل. تحملت المسؤولية عن سلسلة من الهجمات الإرهابية بين عامي 1989 و1990 على الفلسطينيين والشخصيات السياسية والإعلامية اليهودية التي تعتبر متعاطفة مع محنة الفلسطينيين. أطلقوا على أنفسهم اسم متمردي السيكاري القدام، وهم مجموعة من اليهود المتعصبين الذين عارضوا الاحتلال الروماني ليهودا.
من غير المعروف ما إذا كانت جماعة السيكاري جماعة منظمة أم تحالفًا فضفاضًا من المتطرفين المنعزلين.
في آذار/مارس 1989، وصفت صحيفة جيروزاليم بوست جماعة السيكاري بأنها "أكثر المجموعات المرغوبة في إسرائيل اليوم". في إحدى المكالمات الهاتفية، ادعى أحد الأعضاء أنه "ارتبط" بحزب كاخ السياسي الذي يتزعمه الحاخام مئير كهانا، والذي تم حظره باعتباره عنصريًا في عام 1988. فشل التحقيق في تحديد أعضاء المجموعة أو تحديد الجناة في الهجمات التي أعلنت الجماعة مسؤوليتها عنها.